# O Melissokomos
O Melissokomos (grec: Ο Μελισσοκόμος "L'apicultor") és una pel·lícula dramàtica de cinema d'art grega del 1986 dirigida per Theo Angelópulos. La pel·lícula és la segona entrega de la "trilogia del silenci" d'Angelopoulos, precedida per Taxidi sta Kythira i seguida de Topio stin omichli.
O Melissokomos va ser seleccionat per la 43a Mostra Internacional de Cinema de Venècia. La pel·lícula va ser la primera d'Angelopoulos a utilitzar un actor ja conegut, en aquest cas, Marcello Mastroianni, que en el seu moment va guanyar el Premi al Millor Actor al 23è Festival Internacional de Cinema de Canes i va ser nominat a l'Oscar al millor actor als Premis Oscar de 1977.

## Trama
La pel·lícula segueix el viatge de Spyros, un apicultor, a diverses parts de Grècia després del casament de la seva filla. Spyros s'acaba de jubilar com a professor i comença el seu viatge anual a la primavera per traslladar els seus ruscs a una sèrie de llocs amb plantes amb flors. Una noia puja al camió de Spyros i viatja amb ell. Al llarg del camí visiten els antics amics de Spyros i la seva dona, i finalment arriben a un teatre propietat d'un dels seus amics, que està a punt de ser venut. Allà, Spyros i la noia finalment tenen una trobada eròtica, molt després que Spyros hagi intentat coaccionar-la perquè es besin però no ho ha aconseguit. La noia se'n va al cap d'unes quantes nits, abans que la pel·lícula acabi amb Spyros donant voltes a les seves caixes de rusc, fent que les abelles comprensiblement enfadades el piquin repetidament. L'escena final veu Spyros moribund tocant a terra, mentre segueix patint picades cada cop més agonitzants, que ens recorden els cops del seu amic malalt abans que Spyros el deixés a l'hospital.

## Repartiment
- Marcello Mastroianni com a Spyros
- Nadia Mourouzi com a noia
- Serge Reggiani com el malalt
- Jenny Roussea com a dona de Spyros
- Dinos Iliopoulos com a amic de Spyros, propietari del Ciné Pantheon
- Iakovos Panotas com a soldat/nòvio de la noia
- Vassia Panagopoulou
- Stamatis Gardelis
- Mihalis Giannatos
- Karabet de Karyophyllia
- Constantinos Konstandopoulos
- Nikos Kouros
- Christoforos Nezer
- Stratos Pahis
- Dimitris Poulikakos
- Athinodoros Prousalis

## Recepció
Janet Maslin va criticar 'O Melissokomos' el 1993, va escriure que "malgasta Marcello Mastroianni en el seu paper principal" i que "ni tan sols aquells disposats a detenir-se en les imatges ocasionals de bresca de la pel·lícula o el seu fort sentiment de pressentiment. Trobeu molt per cridar l'atenció", argumentant que O Melissokomos és interessant només en el context dels altres dos títols d'Angelopoulos a la seva "trilogia del silenci" (que també inclou Taxidi sta Kythira i Topio stin omichli. També es va escriure a Time Out  que la pel·lícula "té un ritme majestuós i una escassetat d'esdeveniments o d'informació en dificulta el seguiment" John Gillett per a una projecció del Festival de Cinema de Londres va elogiar O Melissokomos com a "imatges d'Arvanitis amb una textura meravellosa, una successió de plans de viatges magníficament sostinguts i una intensitat emocional que es mou a un clímax greu i aclaparador."
Ronald Bergan, en el seu obutuari a Angelopoulos, va descriure O Melissokomos com una "pel·lícula convincent" que "es podria anomenar una road movie metafísica". Tanmateix, a The Independent, Holly Williams el 2010 va elogiar la pel·lícula com "de ritme pesat però commovedor" i va afirmar que "la direcció està assegurada i les actuacions moderades i desencoratjadorament creïbles". Acquarello de Strictly Film School va anomenar l'obra "un retrat inquietant, compassiu i profundament melancòlic de l'aïllament, la dislocació, l'estranyament i l'obsolescència", referint-se a ella com una "crònica indeleble" de la societat grega contemporània.
O Melissokomos va ser nominat com a Lleó d'Or a la 43a Mostra Internacional de Cinema de Venècia.